# Яворник (Малопольське воєводство)
Яворник (пол. Jawornik) — село в Польщі, у гміні Мислениці Мисленицького повіту Малопольського воєводства.
Населення — 2939 осіб (2011).
У 1975—1998 роках село належало до Краківського воєводства.

## Географія
У селі бере початок річка Кжишков'янка.

## Демографія
Демографічна структура станом на 31 березня 2011 року:
|          | Загалом | Допрацездатний вік | Працездатний вік | Постпрацездатний вік |
| -------- | ------- | ------------------ | ---------------- | -------------------- |
| Чоловіки | 1449    | 358                | 978              | 113                  |
| Жінки    | 1490    | 348                | 907              | 235                  |
| Разом    | 2939    | 706                | 1885             | 348                  |